# Night Shifts
Night Shifts è un cortometraggio del 2020 scritto e diretto da Finn Wolfhard.
Il corto è stato presentato in anteprima in Canada al Fantasia International Film Festival il 24 agosto 2020, dove ha ricevuto il silver Audience Award per il miglior cortometraggio canadese.

## Trama
Un giovane rapinatore tenta una rapina in un minimarket. Quando si accorge che il commesso che vi lavora è un suo vecchio amico, rinuncia all'idea della rapina e si mette a chiacchierare con lui. Improvvisamente giunge nel negozio un poliziotto e i due scoprono con stupore che si tratta anch'egli di un loro vecchio amico.

## Produzione
Il 10 dicembre 2019, Wolfhard ha lanciato una campagna di raccolta fondi per produrre il cortometraggio attraverso Indiegogo, offrendo vari incentivi a coloro che hanno donato e ha raggiunto il suo obiettivo di 26.000 dollari canadesi in un giorno.
Il cortometraggio è stato girato nell'arco di 12 ore in un convenient store di Vancouver. Durante le riprese si è verificato un tentativo di rapina.

## Distribuzione
Il film è stato presentato in anteprima al Fantasia Film Festival il 24 agosto 2020. Ha avuto la sua prima americana all'11° Annual Atlanta Shortsfest il 29 agosto 2020.
Night Shifts venne selezionato ufficialmente per il 2020 Calgary International Film Festival.
Il TIFF Next Wave Festival del 2021 ha presentato una proiezione gratuita di 45 minuti il 13 febbraio 2021. Wolfhard ha pubblicato Night Shifts su YouTube il giorno successivo.

## Accoglienza
In una recensione positiva, Kat Hughes di The Hollywood News ha valutato il film 4 stelle su 5 e ha affermato che Night Shifts "dimostra che Wolfhard ha chiaramente prestato attenzione ai registi con cui ha lavorato come attore" e ha trovato che il dialogo fosse "scritto in modo serrato, divertente e trasmette un'impressionante moltitudine di storia e informazioni in così poco tempo", aggiungendo che il film è "un cortometraggio intelligente ed elegante che più che esemplifica il fatto che, se il suo lavoro di recitazione dovesse esaurirsi, Finn Wolfhard ha una carriera promettente come regista." Diego Andaluz di The Global Film Podcast ha elogiato la "sceneggiatura spiritosa" di Wolfhard e ha sentito il film "dimostra che [Wolfhard] potrebbe avere un bel futuro dietro la macchina da presa."
Il film ha ricevuto il silver Audience Award per il miglior cortometraggio canadese. Wolfhard ha ricevuto il premio come miglior regista per Night Shifts all'Atlanta Shortsfest del 2020.

## Riconoscimenti
- 2020 - Fantasia Film Festival[2]
  - Miglior cortometraggio canadese

- 2020 - Barcelona International Short Film Festival
  - Candidatura al miglior cortometraggio internazionale

- 2020 - Atlanta ShortsFest
  - Miglior regista